# Філія (філософія)
Філі́я (дав.-гр. φιλία) — давньогрецьке слово, що часто перекладається як «дружба» або «любов».
Не має точної відповідності в інших мовах. Воно позначає не тільки «дружбу», а й «дружність», «приязність», «тяжіння», «потяг», «любов». Одне з центральних понять натурфілософії Емпедокла. Іменник «філія» має в грецькій однокореневе дієслово φιλέω — «дружу», «люблю».

## Загальні положення про філію
«Φιλία\philia» — це схильність, прив'язаність, любов, предмет любові, дружба. Φιλία\philia протистоїть μῖσος\misos - ненависті. Так само, як ерос, філія спонтанна, природна, але, на відміну від еросу, філія — це схильність, народжена внутрішньою спонукою, душевним розташуванням, почуттям близькості і спільності. На близькість і відкритість почуття філії вказує і родинне слово φίλημα\philema - поцілунок. Ця спільність, яка цінна сама по собі і тому вона самодостатня.
У живій мові ранньої, та класичної античності існувало широке розуміння «φιλία\philia». Далеко не все, позначуване грецьким словом «philia», може бути названо дружбою. Слово «philia» охоплювало і засновані на сильній прихильності стосунки, такі, як сімейні або любовні стосунки, і звичайне знайомство, і стосунки, засновані на вигоді, і стосунки взаємної користі і довіри. У ширшому розумінні це слово могло позначати стосунки спільності або й просто співвіднесеності (в просторі або діяльності).
Стосунками філії могли бути пов'язані люди і тварини, оскільки вони проживають у одному господарстві, партнери, оскільки ведуть суспільні справи, і ті, кого справедливо вважають мудрецями, оскільки їх з'єднує чеснота. При цьому дружність з'єднує як рівних, так і нерівних, супроводжується прихильністю або вільна від неї. Реджінал Хайат, говорячи про дохристиянські дискусії щодо дружби в грецькій та римській думці, пропонує скористатися принципом піраміди для розгляду усього розмаїття феноменів, позначених словом philia, або amicitia (лат). На рівні основи піраміди він розташовує природні стосунки і залежності, вище — господарські, політичні, ще вище сімейні, стосунки по спільності інтересів і, нарешті, вінчають піраміду стосунки людей абсолютно доброчесних, або мудреців.
Видатний західний мислитель Пауль Тілліх, досліджуючи поняття любові в давньогрецькій мові зауважує, що ерос протистоїть філії як якості любові. Ерос являє собою трансперсональний полюс, тоді як філія характеризує особистісний полюс. Бажання ж людини реалізувати себе за допомогою союзу з іншим, лежить в основі як еросу, так і філії.
Адже, слово «φιλια» означає зв'язок індивідів, який обумовлений соціальним або особистим вибором. Це внутрішня схильність, потяг, який зростає з інтимної близькості та зверненням до конкретної особистості. Ця любов зачіпає відносини близьких одних до одних людей; вона зазвичай задовольняється присутністю людини, яку люблять та розвитком природних почуттів. Ці почуття, які з'являються без особливих зусиль в процесі особистого спілкування, їх цінність в тому, що вони необхідні людині як цілісній особистості, а не як узятій в окремих її особливостях. «Любов-дружба» — це потяг до самого предмету любові, який виростає із спільного життя, взаємної єдності поглядів на багато речей та явищ.
Тому, філія залежить від еросу; вона передбачає простоту у стосунку з об'єктом любові.
Головний душевний стан в цьому випадку — «духовний спокій», внутрішня близькість, взаєморозуміння, що однак, не означає холодного розрахунку чи сліпої імпульсивної пристрасті. Таким чином, «філія» означає духовну, відкриту любов, яка заснована на внутрішній симпатії, і яка виражає поєднання подібних (тоді як ерос — це поєднання і боротьба протилежних принципів). Більш спокійною за природою є «філія». Іменник філія має своїм дієсловом «філео». У такій любові набагато більший спектр значень, ніж у понятті «ерос». Такою любов'ю можна любити багато явищ і предметів: гори, брата, батьків, цінності, вади тощо. Звідси фактично ерос — похідний від філії, адже, з лінгвістичної точки зору, остання є ширшою.
Слово «φιλία» включено не тільки в ряд грецьких слів, що позначають любов. Воно віднаходиться ще й у ряду слів, які про стосунки між «своїми». Друг — це, звичайно, свій, але це «властивість» особливого роду. Воно не обмежується свояцтвом-спорідненістю, знайомством, спільністю у якійсь справі (соратність, співпраця, одногрупництво тощо), союзництво. Друг у таких стосунках — це товариш, що і висловлюється словом «ἑταῖρος / etaīros».
Лише довірений товариш (πιστός ἑταῖρος / pistos etaīros) — це один (Φίλος / philos) 23. Варто відзначити, що багатозначність ідеї філії придає її обговоренню додаткової динаміки і в XX—XXI ст..

## Погляд на «філію» у Докласичній Греції
Вперше ж в класичній літературі ми зустрічаємо це слово у Гомера. В «Одісеї», родинне слово вживається для позначення саме чуттєвих стосунків: «Так з Язоном Деметра на тричі розораній ниві / з'єдналась любов'ю (φιλότητι / philoteti) і ложем, послухавшись серця»(Од. V :125-126).

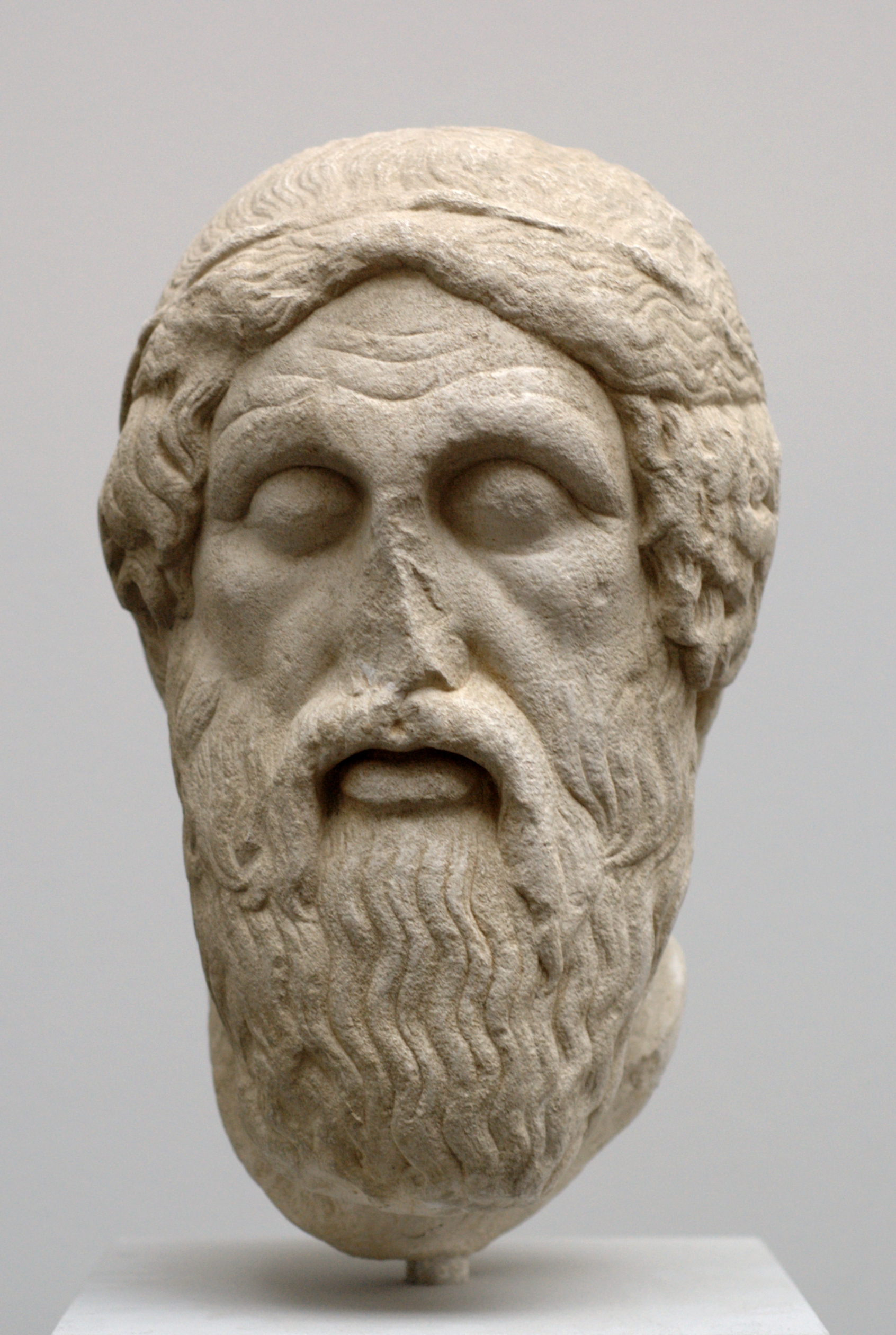
Гомер (близько 460 р. до н. э.)

За переказами, першим мислителем, який ввів термін «philia» для позначення згоди у всіх можливих значеннях цього слова, був Піфагор. Так, філія об'єднує богів і людей (Через благочестя і служіння людей богам); а в людині філія пов'язує душу і тіло, в душі ж — розумну її частину з нерозумною (до цього покликана філософія); в основі зв'язку — філія в суспільстві лежать закони; народи з'єднуються, дізнаючись один одного; в сім'ї чоловік пов'язаний з дружиною і всі домочадці один з одним; в організмі всі його частини з'єднує здоров'я. Іншими словами філія для Піфагора — це універсальний принцип єднання у всьому: не тільки домочадців, друзів, співгромадян, а й богів і людей, людей і всіх живих істот і, ширше, всіх частин світобудови. Це — принцип, що забезпечує гармонію Космосу.

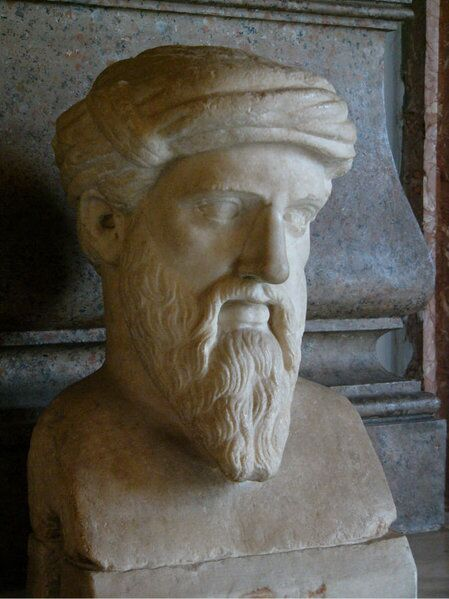
Бюст Піфагора Самоського в Капітолійському музеї, Рим

Як зазначають сучасні французькі дослідники: «Грецька мова дуже чітко розрізнює два способи любити: έράν та φιλείν. Вона має дієслово, а також цілий термінологічний комплекс для кожного з цих полюсів, які більшість сучасних мов розрізнює тільки за додатковим позначенням. Φιλείν — „любити як друга“, „піклуватись“, „любити щось робити“. Це добровільна дія чи діяльність, що розгортається зсередини характеру (етичного) чи позиції (політичної, соціальної); вона визначає стосунки, якщо й не завжди симетричні, то принаймні взаємні та обопільні, коли йдеться про подібність, рівність чи про сумірність.
Це прояснює різницю між έρος та φιλια чи φιλότης, які в давніх космогоніях є первісними силами; обидва слова найчастіше перекладають як amour „любов“ (напр. Жан Болдак, перекладач Емпедокла). Гесіодів έρος „розтрощує члени“ (λυσιμελής; Теогонія 121) та сприяє переходу від партогенезу в обійми Землі та Неба (137 і далі); у „Поемі“ Парменіда (Див.: 28 B XII DK)έρος змушує розгортатись, розходитись елементарні полярності. Навпаки, Φιλότης Емпедокла поєднує подібне з подібним, а розбрат, Νείκος, роз'єднує знову (напр. В XXII DK).
Натурфілософ Емпедокл наступним чином розвиває своє онтологічне вчення в контексті любові як філія: світ складається не лише з чотирьох стихій, він ще керується всесвітнім законом — двома силами, Любов'ю та Ворожнечею: „В один час, Любов'ю поєднується все воєдино, а з часом, ворожнечею, все несеться у різні сторони“ Коли перемагає Любов, то усі стихії поєднуються і світ стає як єдиний Сфайрос, Шар. Але в якийсь момент перемагає Ворожнеча. Елементи роз'єднуються, і виникає множинність речей. Але потім знову з'являється Любов, вона починає все поєднувати у цілісну картину. Проте, наш світ, а якому ми живемо — це той світ, який формується на третьому етапі, який позначений безпосередньо часом керування Любові. Тому, Емпедокл, погоджується в цьому плані з усіма попередніми йому досократиками, а в першу чергу з Парменідом».

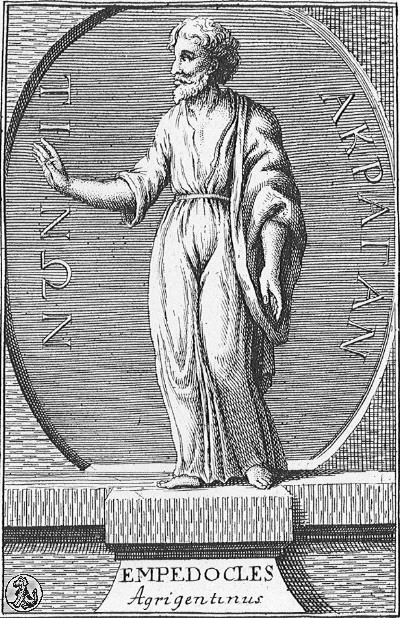
Емпедокл із Акраганту

Ця думка Емпедокла з приводу місця та ролі любові у світі, відобразилась пізніше у праці видатного італійського мислителя Марсіліо Фічіно. Так, філософ у праці «Тлумачення на Платонів „Бенкет“» наголошує, що «любов — це найміцніший обруч, який поєднує світобудову в чудову будівлю, а людей у всезагальне братство». Головною ж заслугою цього сицилійського філософа (Акрагант — місто на о. Сицилія — В. Т.) полягає у тому, що в нього ідея любові як онтологічний принцип стала дійсно філософською, адже до цього у досократиків, любов була в ролі еросу (напівміфологічне сприйняття любові), тоді як у Емпедокла, онтологічний принцип Любові виражений виключно у понятті філія.
Етико-соціальні погляди Демокріта дозволяють виявити і в його вченні про моральність деяке уявлення про дружбу-філію. Виходячи з цього вчення, той негідний жити, у кого немає гарного друга. Демокріт особливо виділяє справжню і розумну дружбу, єдино гідну шанування. Розумність як розумова і моральна якість висувається філософом на перше місце: «Дружба однієї розумної людини дорожче дружби всіх нерозумних» (Зол. висл., LXIV], при цьому Демокріт стверджує, що справжню дружбу створює лише «однодумність» [Стобій, II, 33,9,]. Найважче в дружбі — це вміти відрізняти справжніх друзів від уявних, для чого потрібна мудрість.
Поряд з прославлянням корисності та необхідності дружби, Демокріт говорить ще й про її нестійкість (мінливість), попереджаючи про можливу підступність і невірність друзів: «Багато відвертаються від своїх друзів, якщо останні, загубивши майно (багатство), потребуватимуть допомогу» [Зол.висл., LXVII]. Але, незважаючи на хиткість і крайню нестабільність дружніх відносин, Демокріт все ж вважає, що дружба — одне з найяскравіших і важливих видів зв'язку між людьми: «Не варто жити тому, у кого немає жодного справжнього друга» [Зол.висл., LXV].

## Аналіз Платоном філії у діалозі «Лісій»

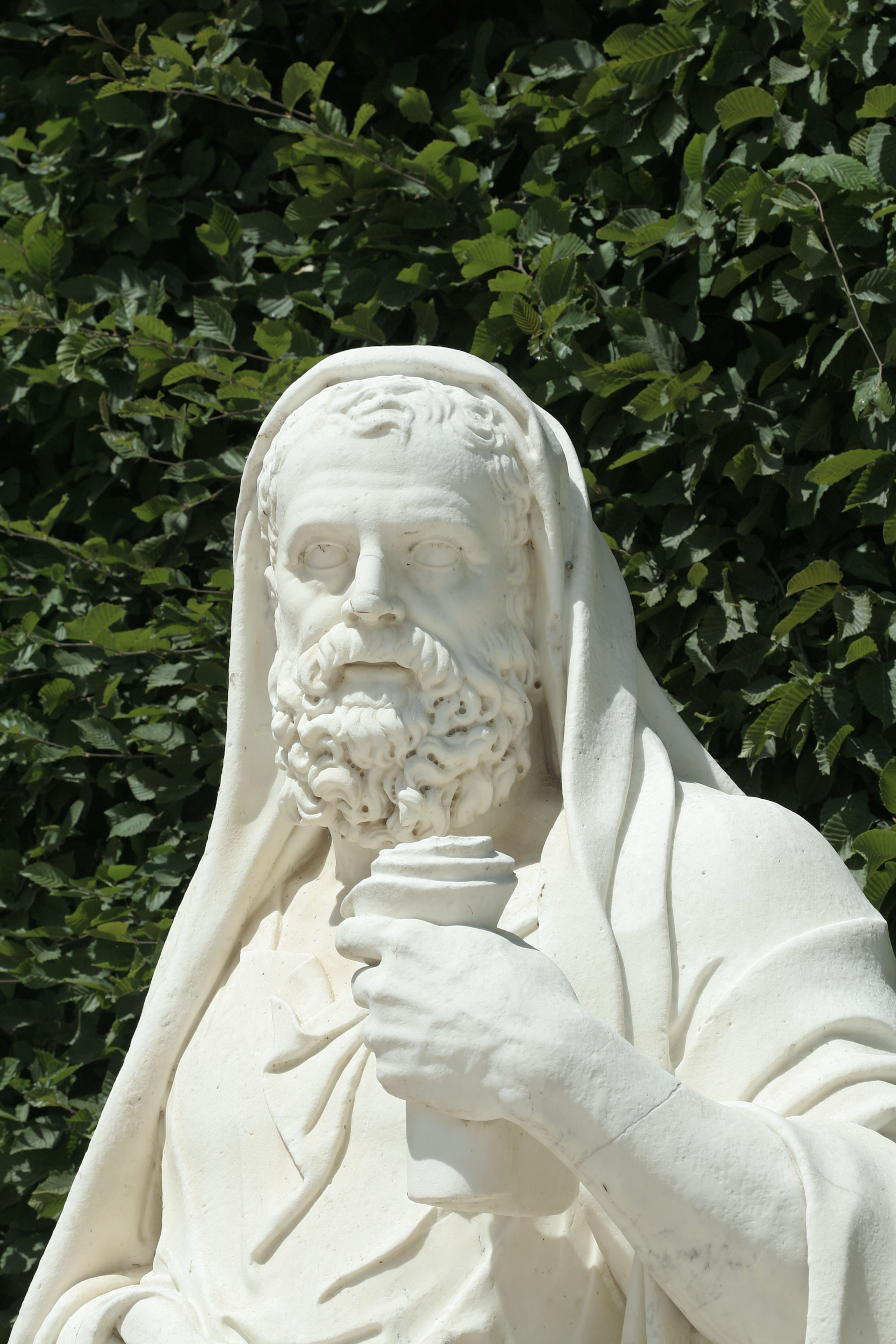
Дідье Ж. Скульптура Лісія у Версальському саду

Втім, нерідко ця багатозначність розуміння сенсу філії, що видно у працях досократиків виявляється і перешкодою для з'ясування того, чим ж є філія насправді. Це добре видно в платонівському «Лісій», в якому Сократ береться розібратися в тому, що таке дружба, виділяючи її певні ознаки та на дослідницькому рівні перевіряючи їх. Але виділяючи ознаки дружб, наприклад, відношення між подібним або тяжіння (потяг), як ознаки відносин між людьми, він продовжує розгляд цих ознак вже співвіднесено не з людськими відносинами, а відносинами між якостями, цінностями, поняттями, між здатностями, між положеннями.
У «Лісії», який вважають діалогом молодого Платона, Сократ тлумачить ερως так, ніби йдеться про φιλια, або, інакше кажучи, еротизує любов-φιλια (підзаголовок діалогу: περι φιλια, «про любов-φιλια,»), аби переконати юного Лісія, що він повинен поступитися тій особистості, яка його любить не соромлячись (222b). Ось чому одне з центральних питань стосується різниці між активним і пасивним, «тим, хто любить» і «тим, кого люблять» у стосунках φιλια, осмислюваних за моделлю стосунків еросу: «Коли хтось любить (φιλει,) іншого, то хто кому є другом (φιλος): той, хто любить, тому, кого люблять, чи той, кого люблять, тому, хто любить?» Так, виходить, що «бажаюче дружнє бажаному» (Р. А.), тобто того, чого потребує. Торкнувшись питання необхідності одного для одного, а потім повертаючись до нього не раз, Сократ на якомусь повороті бесіди починає говорити як про дружні, наприклад, про відносини хворого до лікаря: хворий — «друг» лікаря, тому що хворий прагне до лікаря, а лікарське мистецтво — «дружнє» здоров'ю. Слова «дружба», «дружність» виявляються, таким чином, не характеристикою людських відносин (нехай навіть без їх якісного уточнення), а синонімом слів «потяг», «придатність»; хоча зрозуміло, що не всяке прагнення є прояв дружби і не всяка корисність — запорука дружби.
Вищеозначена занадто важка заплутаність міркування Сократа обумовлена в значній мірі тим, як він веде міркування. Часом здається, що для нього було цікавіше здивувати слухачів парадоксами, ніж дістатися до відповіді на поставлене ним же питання на початку бесіди: «Як одна людина стає другом іншому?» [Див.: Lys. 212a6]. Але складність ще й у тому, що зберігається об'єктивна багатозначність слова «philia», яка не стає предметом критичного аналізу Сократа. Швидше, розпливчастість значення цього слова виявляється передумовою для того, щоб представити філію як сферу жадання (Бажання, epithūmiā / ὲπιθὔμἰα) взагалі. Для сучасного читача, асоціюються «philia», в першу чергу, саме з дружбою, предмет обговорення може здатися вкрай аморфним. Він (читач)думає, що Сократ хоче прояснити сутність саме дружби, а насправді — Сократ розбирає різні форми і відповідні різні умови спрямованості А до Б, при тому, що А і Б — не неодмінно люди в їх особистісній якості, та й і не неодмінно люди взагалі. Так що дослідникові саме дружби-любові належить певним чином реконструювати зміст діалогу, спроектувавши його на міжлюдські відносини, причому особливі міжлюдські відносини. Різні типи відносин, що позначаються словом «philia», Сократ досліджує на предмет того, якою мірою їх можна назвати дружніми. Наприклад, чи слід вважати дружніми відносини, які засновані на користі? Чи можна вважати дружніми відносини при нерозділеному коханні? Якщо можна, то хто кому при цьому виявляється?
Нерідко, зауважує Сократ, буває так, що прояви любові небажані, і люблячий у коханого навіть викликає ненависть. Ці відносини парадоксальні: люблячий вважає другом коханого, який на справі його ненавидить, і, виходить, що він друг того, хто йому не друг, а нерідко і ворог, або як друг сприймається ненависний, хоча, за сутністю ненависті, той, хто ненавидить повинен бути ворожим до того, кого ненавидить.
Взагалі, у філософських розглядах виявляються додаткові смисли «philia»: це в першу чергу то в родинних і сусідських відносинах, що знаходиться, в них крім їх статусного або функціонального змісту; більше того, саме цінне в філії — відносини, які не обумовлені ні спорідненістю, ні звичкою до спільного життя, ні інтересом. Тут вже очевидно, що предмет уваги мислителів — саме дружба. В умовах кризи і розпаду традиційних (архаїчних) уз дружба у вузькому сенсі слова, поряд з полісом (а внутрішньо полісні відносини — теж по-своєму відносяться до філії), сприймається як те, що повз кровної спорідненості, ритуалу, угоди або користі може бути основою глибоких і міцних відносин між людьми.

## Аристотелівський погляд на природу філії

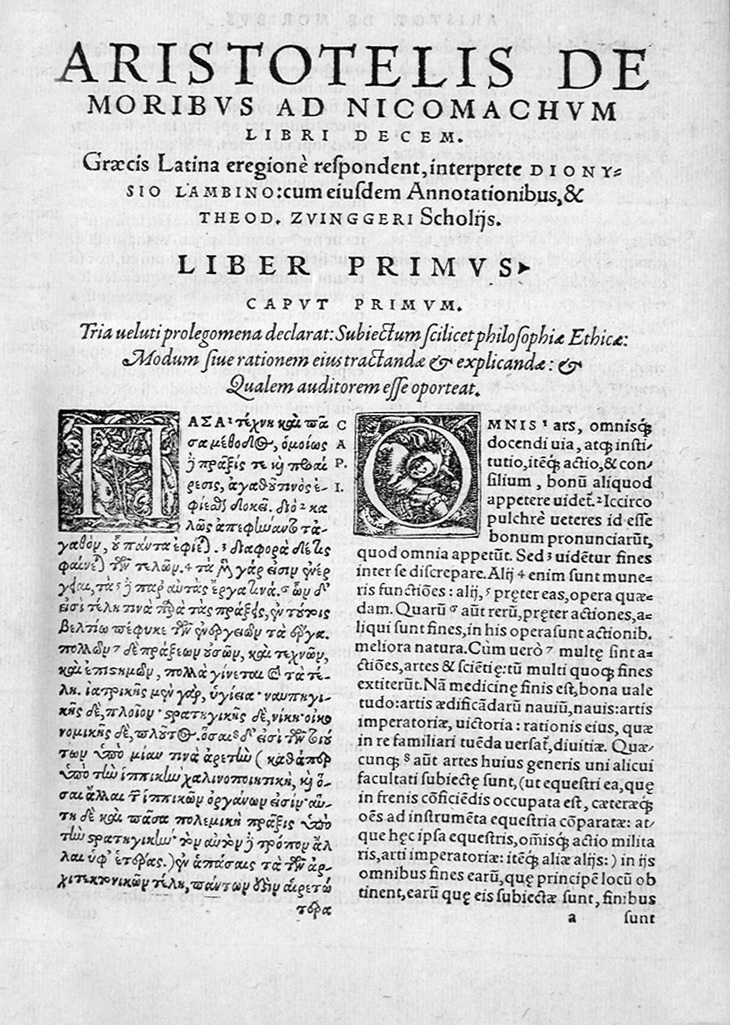
Перша сторінка праці «Нікомахова етика» на давньгрец. та латині, 1566 р. вид.

Аристотель у своєму етичному корпусі творів робить певною мірою революцію у (філософському та філологічному)розумінні філії. Наслідки цієї революції досі живі та існують. Адже саме його обґрунтування філії — як любові-дружби і понині сприймається як таке. Зарубіжний дослідник Г.Хьюз відзначає, що в книгах VIII і IX «Нікомахової етики» Аристотель наводить різні приклади філії у тому числі:
1) любовна дружба (легко починається та швидко закінчується) [Eth. Nic. 1156b2];
2) дружба на все життя [Eth. Nic. 1156b12];
3) союз (політичний, воєнний) один з одним [Eth. Nic. 1157a26];
4) політичні чи ділові контакти [Eth. Nic. 1158a28];
5) відносини батьки та діти [Eth. Nic. 1158b20];
6) співмандрівники і товариші по воєнній службі [Eth. Nic. 1159b28];
7) відносини між членами релігійних товариств [Eth. Nic. 1160a19], або ж племені [Eth. Nic. 1161b14], або шевця і людини, яка купує у нього [Eth. Nic. 1163b35].
Всі ці різні відносини включають отримання добра (блага) з кимось, хоча час від часу Стагірит має на увазі щось більше. Коли він говорить про характер і симпатію, які знаходяться між догоджанням або лестощами, з одного боку, і похмурістю або склочництвом з іншого боку. Він говорить, що цей стан: «Не має назви, але більш за все, він схожий на дружню любов, адже, якщо додати прив'язаність, то той, хто володіє середнім (душевним) складом, то у спілкуванні саме такий, яким ми схильні вважати доброго друга» [Eth. Nic. 1126b21].
Цей уривок вказує також, що, незважаючи на широту поняття «філія» — вона повинна бути взаємною, і таким чином виключає відносини з неживими предметами, хоча філія з тваринами, такими як домашні улюбленці, допускається [див. Eth. Nic 1155b27-31].
У своїй «Риториці», Аристотель визначає діяльність, що беруть участь у філія (τὸ φιλεῖν), як: «Любити — значить бажати кому-небудь того, що вважається благом, заради неї (цієї особистості), а не заради себе і намагатися в міру сил дарувати для неї різні блага» [Rhet. II, 4 1380b36-1381a2]. Джон М. Купер стверджує, що це означає: «центральна ідея φιλíα є те, що все добре що робиться кимось заради іншої особистості, з побоювання за неї (а не так просто, або не з побоювання за себе). [… Таким чином] різні форми φιλíα [які зазначено вище] можна розглядати як різні контексти й обставини, при яких така взаємна доброта може і виникнути». Аристотель приймає філію як такою, що дорожче будь-яких коштовностей і головним критерієм людського щастя («ніхто не обрав би жити без друзів, навіть якщо б він мав усі товари» [ Eth. Nic. 1155a5-6], і благородства, і людського блага (καλόν) самого по собі.

## Типи філій за Аристотелем
Аристотель ділить дружбу на три типи. Класифікація заснована на формуванні мотиву них:
1) дружба заради корисності (вигоди);
2) дружба заради задоволення;
3) дружби заради добра (блага).
Відносини утилітарної (першої) філії формуються без урахування інтересів іншої людини взагалі. Купівля товарів, наприклад, може зажадати скликання іншої людини, але зазвичай потрібно тільки дуже дрібні відносини між покупцем і продавцем. У сучасній англійській мові, люди в таких відносинах не будуть навіть називатись друзями, але лише як знайомі (якщо вони навіть пам'ятали один одного згодом). Єдина причина цієї філії — люди спілкуються лише для того, щоб купити або продати речі. Проте це не так вже й погано, але як тільки ця мотивація щезла, то й і відносини між двома людьми теж (якщо інша мотивація не буде знайдена). Скарги та сварки виникають, як правило, тільки в цьому типі дружби.
На наступному рівні, дружба-задоволення заснована на чистій насолоді між людьми. Люди, які п'ють разом або поділяють своїм хобі можуть мати таких (спільних) друзів. Тим не менше, ці друзі можуть бути також частиною, в даному випадку, якщо вони не користуються загальною активністю, або не можуть брати участь у ньому разом. Дружба заради добра є та, де обидва друга насолоджуються товариством один одного. Поки обидва друзі продовжують бути схожими символами, відносини будуть тривати, оскільки мотивом її — турбота про Іншого. Це найвищий рівень філії, і в сучасній англійській мові можна було б назвати (перекласти) як справжню дружбу.
«Тому друзями з міркувань насолоди або з міркувань вигоди можуть бути і дурні люди, і добрі [можуть бути друзями] дурним, і людина, яка ні та ні інша — другом кому завгодно. Проте, зрозуміло, що тільки добродійні [бувають друзями] один заради одного, адже злі люди не насолоджуються один одним, хіба, що їм один від одного потрібна яка-небудь користь» [Eth. Nic. 1157a18-21]. Не всі види філії передбачать взаємність, зазначає Аристотель. Деякі приклади з них: любов батька до сина, старшої людини до молодого правителя. Хоча, здебільшого, — більшість видів філії симетричні.
Якщо філія є одним з видів любові, стверджує Томас Джей Оорд, то вона повинна бути визначена як така, щоб не суперечила любові. Оорд визначає «філію» як умисну відповідь на підвищення добробуту при співпраці з іншими або дружбу. І його «філія» не тільки це значення. Філія також дарує людям справжню дружбу.

## Егоїзм та філія
Для Аристотеля, для того, щоб відчувати в собі вищу форму філії (заради благ) по відношенню до іншої особистості, треба відчувати це і для себе, об'єктом філії, зрештою відчуття «іншого себе». Це звичайно саме по собі не зобов'язує, за словом Аристотеля, до егоїзму. Мало того, що самолюбство є несумісною з любов'ю до інших, але Аристотель відзначає, що багатьох людей називають себелюбивими і тим самим ображають: «Отже, хто вводить [це поняття (себелюбство — В. Т.) для осуду, ті називають себелюбивими тих, хто приділяють собі більшу частку в майні, почестях і тілесних задоволеннях, а саме до цього прагне більшість людей і в цьому вони старанні, немов це вищі блага» [Enh. Nic. 1168b17-19 … Див: там же … 25 — 27])
На противагу цьому, насправді ж, відповідно до Аристотеля: «добродійній людині належить бути себелюбом (адже, здійснюючи прекрасні вчинки, вона і сама отримає користь і надасть послуги іншим), а поганій — ні (не повинна бути себелюбом), бо слідуючи поганим пристрастям, вона принесе шкоду і собі, і оточуючим» [Eth. Nic. 1169a12-15] Аристотель має на увазі, на думку Г. Хьюза, що: «зрештою є і виправдані причини для цього (егоїзму — В. Т.) і все, що таким (благим — В. Т.) чином сприятиме до повноцінного життя»..
Таким чином, акти філії можуть здатися амбівалентні: адже людина не егоїстична — мабуть допомагає іншим, але насправді призначена ця допомога для збільшення щастя того, хто це робить. Але все ж, вона (людина) виконує дію для того, щоб допомогти другу, і у виконанні для свого друга він і його, і себе робить щасливими. Дії, таким чином, хороші і для себе і заради того, кого вони зроблені.

## Проблема співвідношення самодостатності та філії
Аристотель визнає, що існує очевидний конфлікт між тим, що він говорить про різні види філії і що він говорить в іншому місці (і те, що широко поширені в той час) про самодостатній характер повноцінного життя людини: «Люди говорять, що щасливим і самодостатнім людям не потрібні друзі. В них вже є всі товари, і, отже, будучи самодостатньою, нічого не потрібно їм додавати» [Eth. Nic. 1169b4-6].
Щодо цього Стагірит пропонує різні відповіді:
1) Перша заснована на притаманній доброчинності і житті та піклуванні про інших (правда про добропорядного полягає в тому, що він багато робить заради друзів та Вітчизни і навіть вмирає за них, якщо це буде потрібно" [Eth. Nic. 1169a19-20]. Таким чином, будучи повністю доброчесною людиною і у всьому старанною, чесною та доброю, Аристотель зауважує: «Жити самотньо людині важко, так як це не легко для нього, щоб бути постійно активним, сам по собі, але по відношенню до інших і в оточенні інших — значно легше» [Eth. Nic. 1170a6-8].
2) Наступна відповідь Аристотеля полягає в тому, що: «життя з хорошими людьми дозволяє разом йти до збільшення чеснот» [Eth. Nic. 1170a12]. Нарешті, він стверджує, що один друг є «другом самому собі», і відтак задоволення, що доброчесна людина отримує від свого власного життя також знаходиться і в житті іншої доброчесної людини. «Будь-хто, хто, щоб бути щасливим, повинен мати відмінних друзів» [Eth. Nic. 1170b19].
На честь поняття «філія» названо астероїд (280) Філія відкритий 29 жовтня 1888 року австрійським астрономом Йоганном Паліза в обсерваторії міста Відня.